# 有安杏果
有安 杏果（ありやす ももか、1995年3月15日 - ）は、日本のシンガーソングライター、写真家である。ももいろクローバーZの元メンバーで、2018年に卒業。在籍中のイメージカラーは緑色で、ソロ活動ではドラム・ギター・キーボード演奏を行い、作詞作曲にも取り組んでいた（卒業の詳しい経緯に関しては「経歴・エピソード」の2018年を参照）。
約1年間に及ぶ活動休止期間を経て、2019年1月15日に活動を再開。以後、ソロ歌手や写真家として活動している。埼玉県富士見市出身、日本大学藝術学部写真学科卒業。既婚。

## 人物像
148cmと小柄ながらダイナミックなダンスと高い歌唱力が特徴であり、ももクロ時代は「小さな巨人」のキャッチフレーズで活動していた。
幼少期にはEXILE系列の育成所であるEXPGに所属していたことがあり、ムーンウォーク、パントマイムなどの高度な動きも得意とする（EXILEの全国ツアーにもキッズダンサーとして帯同）。また、NTTレゾナントのアンケート調査にて、「歌の上手いアイドル」ランキング2位になったことがある（1位はPerfumeの西脇綾香）。
歌唱時に深く感情移入する傾向があり、曲の途中で涙が止まらなくなってしまった経験がある。ももクロのマネージメントを行ってきた川上アキラは有安の性格を「直情的で、なによりも人間臭いところが面白い」と評していた。
小さなことで悩んでしまう傾向があるが、自身の様々なコンプレックスを個性として活かしメンバーやファンに受け入れられていた。
滑舌に難があることをネタとした持ち歌がレパートリーとなっていたほか、自撮りの写真における頬のエラを目立たせない独特のアングルは「ももかくど」として親しまれ、へんてこな絵を描くことから「画伯」の愛称もついていた。
努力家としても知られ、ライブやイベントなどの仕事に対し周到な準備を行うのが特徴であった。喉の治療のため声が出せなかった時期には、質問や合いの手が書かれたスケッチブックを数冊用意し、1週間のトークライブ企画に参加し続けたこともある。
自身に対する感想や批評をインターネットで調べる、いわゆるエゴサーチを行い改善点を探るというスタイルを重用。「厳しい意見があっても、それを自分で納得できたらいい」と述べており、「見てくれている人がいて、その人たちに向けてやっているものだから、見てくれている人たちがリアルタイムで求めているものに関しては、出来る限り応えたい」としていた。自身のブログでファンに質問を投げかけ、1000件近いコメントを分析し集計結果を発表したことも何度かある。
ももクロでの活動期間中も、様々なアーティストのCDやライブ映像を日々鑑賞しており、プライベートでaiko・Mr.Children・Superflyなどのライブに訪れていた。
「私にとって歌や音楽は本当に特別なもの」と述べており、練習を兼ねてヒトカラ（1人カラオケ）に行くことも多かった。
グループ在籍中の2016年に、横浜アリーナで開催した単独ライブでは1万人を動員。2017年にはメンバー初となるソロアルバム『ココロノオト』をリリースし、東名阪ツアーや日本武道館でのライブも実現した。2018年1月21日のライブを最後に、ももクロを卒業（詳しくは後述）。2019年1月15日に「音楽活動や写真活動などを通して表現し伝えていく活動を始めます」と発表し、以後、ソロ歌手や写真家として活動している。

## 経歴・エピソード

### 1995年 - 2008年：キッズタレント・ダンサーとしての活動
両親が関西出身で、京都府内の病院で生まれた（そのため家族と話す時などは関西弁になる）。名前の由来は、母親がドラマ『ダブル・キッチン』のワンシーンに憧れて、お腹の中の本人に「ももちゃん」と呼びかけていたことから。一人っ子である。
1995年（0歳の時）、雑誌の赤ちゃんモデルで芸能活動を始め、まもなくキャロットに所属。
小学生時代の2004年4月から2005年3月の1年間、フジテレビの人気番組『ポンキッキーズ21』に「シスターラビッツ」としてレギュラー出演。さらに、習いごととしてやっていたバレエやジャズダンスを本格化させたいと、特待生としてEXPGに入学。EXILEの松本利夫（MATSU）から指導を受けたこともある。
経験の無いヒップホップダンスに苦戦するも努力を重ね、キッズダンサーとして『EXILE LIVE TOUR 2005 〜PERFECT LIVE "ASIA"〜』に帯同するまでになった。「Kiss you」の曲中、MAKIDAIとのペアでステージに立っており（DVDには未収録）、有安は「何度聴いても鳥肌が立って泣ける思い出の曲」と述べている。
「Choo Choo TRAIN」のミュージックビデオにも出演。また、EXILEと岡村隆史（ナインティナイン）のコラボユニット「オカザイル」のキッズメンバーにも選ばれ、『めちゃイケ』（フジテレビ）への出演、『EXILE LIVE TOUR 2007 EXILE EVOLUTION』への帯同も果たした。
なお、小学6年生の時には、喉の声帯結節の手術を受けている。幼い頃から歌う際に、無理な発声法で大声を出し続けていたことが原因であった（ハスキーボイスの記事も参照）。
中学生になるとキッズダンサーの扱いではなくなったことも相まって、仕事のオファーは激減。プロのダンサーへの道もあったものの、クールなパフォーマンスを求められることを好まず、「笑顔で踊りながら歌いたい」との想いから、別の道を探ることとなった。
なお、2008年にスターダストプロモーションにスカウトされている。

### 2009年 - 2015年：ももクロへの加入と鍛錬
2009年にダンスボーカルグループのPower Ageへ加入。しかし3か月後にグループは解散してしまう。
2009年7月26日、『スタ☆フェス Vol.006』にて、ももいろクローバーに加入した。キャッチフレーズは「ちょっぴりおバカな、小さな巨人」（勉強には一生懸命取り組むものの、一般常識に疎かったことから）。
カメなど緑色の生き物が嫌いなこともあり、自身のイメージカラーは苦手な色であったが、ももクロの活動を通じて愛着がわくまでになった。イメージカラーも相まってカエルに似ていると言われることがあり、自分でもネタにする。
ももクロへの加入が最後であったことや、キッズダンサー時代から表舞台での“オン”と楽屋での“オフ”を意識してきたことなどが影響し、ももクロの自由奔放な雰囲気に対しては距離を置くことが多かった。
しかし2012年の鳥取県米子市でのライブ終了後、「もっと輪の中に入ってきてほしい」と思っていた他のメンバーたちは有安と2時間ほど話し合いの時間を持ち、互いの気持ちをぶつけ合った。これがきっかけで、お互いがパーソナリティーを深く理解し合えるようになり、有安も自分のペースで自然とももクロの雰囲気に溶け込んでいった。この出来事は「米子の夜」としてファンに知られている。
2013年、喉の治療のため2か月近く声を出せない状態となった。この間、ライブにはダンスパフォーマンスのみ行う形で出演し続けた。
同年に発売されたアルバム『5TH DIMENSION』からは発声方法をそれまでと大きく変えているが、同時に個性も残した歌い方となるよう、ボイストレーニングでは指導されたという（なお、この2年後には扁桃腺の除去手術も行っている）。
2014年には『有安杏果プレゼンツ チビッ子祭り』を開催。女性は身長155cm以下、男性は身長159cm以下のみ入場可とする参加資格が設けられたライブであった。
2015年には、和田アキ子とのコラボを複数回披露しており、和田本人から実力を高く評価されている。
同年の定期ライブでは、各地の映画館において有安1人だけを絶えず映し出す特別ライブビューイング「ありやスクリーン」を実施。有安のライブ中に見せる涙や豊かな表情、小動物のような動きなどがメンバーから「面白い」と評されており、有安の姿だけを見てみたいという高城れにの発案を形にしたものとなった。

### 2016年 - 2017年：ソロコンサート実現、大学卒業
2016年には自身初となるソロライブ『ココロノセンリツ 〜Feel a heartbeat〜 Vol.0』を横浜アリーナにて1万人規模で開催。併せて、自身が楽曲制作に携わったミニアルバム『ココロノセンリツ♪ feel a heartbeat』をリリースした。
自ら企画や演出を担当したが、やりたいと思ったことを自由にやらせてもらえた訳ではなく、スタッフと議論の上で予算などの折衝を行い、実現にこぎ着けている。
タイトルの由来について本人は、「自分も誰かのライブに行ったとき、はじまる前からライブ中もずっと、心臓が高鳴って鼓動と脈が速くなるんだけど、その鼓動が脈打つ感じを、ライブでみんなと一緒に感じたい、私の心の旋律をみんなの五感で感じてほしい」想いからだとしている。
同じ年には、大分県で追加公演となる『ココロノセンリツ 〜Feel a heartbeat〜 Vol.0.5』を開催。大分県は半年前に起こった熊本地震で大きな被害が及んだが、そのことがあまり知られていない地域であることも踏まえ、以下のように述べた。
チャリティーソングとして「小さな勇気」を自ら作詞作曲し、このライブで披露。期間限定配信され、収益金は日本赤十字社を通じて被災地に寄付された。
他にもソロ活動が活発になり、新日本プロレス『WRESTLE KINGDOM 10 in 東京ドーム』で、有安のファンを公言する邪道とともにリングに上がったりもした。
大学に進んだことを明らかにしていなかったが、日本大学に通い、篠山紀信らを輩出した藝術学部写真学科を卒業したと、2017年3月に公表（浅井譲ゼミ所属）。趣味として一眼レフカメラを持ち歩くことは、公表前にも知られていた。
片道2時間通学で学業とももクロの活動を両立し、一度も単位を落とさず4年で修了したこともあり、藝術学部長特別表彰（同大学の100年近い歴史で初）を受賞。卒業作品も高く評価され写真学科奨励賞（写真学科卒業生96人中4人のみ）も受賞した。ももクロでのキャッチフレーズは「ちょっぴり“おバカな”小さな巨人」だが、メンバーの中で唯一の大卒者となった。
同年春には、小学校時代に在住していた埼玉県富士見市で『ももクロ春の一大事2017 in 富士見市 〜笑顔のチカラ つなげるオモイ〜』が開催された。これは、前年より市のPR大使に就任していた縁で実現したものである。有安は同市にある東武東上本線・ふじみ野駅の一日駅長も務めた。
同年夏には、それまでのロングヘアをばっさり切り、ショートボブに。ソロでの東名阪ツアー『ココロノセンリツ 〜Feel a heartbeat〜 Vol.1』を開催し、新たなヘアスタイルとともにキーボード演奏をサプライズ披露した。
同年秋には、きゃりーぱみゅぱみゅや和楽器バンドらも出演の『宗像フェス』にソロで参加し、7曲を披露。
さらに、日本武道館での単独公演『ココロノセンリツ 〜feel a heartbeat〜 Vol.1.5』も実現し、歌声と共にエレキギター・アコースティック・ギター・キーボード・ドラムの演奏を披露した。
また、ほぼ全ての持ち歌を収録した1stアルバム『ココロノオト』を発売し、オリコン週間3位を獲得。ミュージックマガジン「2017年間ベストアルバム Jポップ/歌謡曲」6位に入選するなど、高く評価された。

### 2018年：ももクロ卒業・芸能活動の休止
1月15日、同月21日のライブを最後にももクロを卒業することを、自身のブログで以下のように発表した。
卒業に関しては一部のネットニュースを発端にTikTokなどで、「他のメンバーからのいじめが原因」とするデマが流れた。専属ライターや専門誌の検証によると、加入当初に他のメンバーと距離感があった際の映像が意図的に切り取られただけであり、“不仲による卒業”は事実と異なる。卒業後に発売の雑誌『BUBKA 2018年3月号』には、有安と各メンバーが1対1で本音を語り合う対談記事などが35ページに渡って掲載され、有安は卒業の理由について以下の様に述べている。
これを「芸能界引退」と報じるメディアも少なくなかったが、本人はインタビューに対して「“引退”っていうよりは、あくまで“卒業”」と述べ、いずれ何らかの表現活動をする可能性に言及した。
1月21日、最後となるライブ『ももいろクローバーZ 2018 OPENING 〜新しい青空へ〜』はインターネットテレビ「AbemaTV」が全編を緊急生中継し、同局音楽部門で史上最多視聴数を記録した。
3月15日、23歳の誕生日を迎えると同時にTwitterアカウントとInstagramアカウントを開設。愛器のギターを抱えた写真と共に最初の投稿がなされた。以降、自身が創作した作品の他、自身の映像作品をPRした店舗への御礼参りの模様などの投稿がされている。
同月末には、ももクロ在籍中に最後のソロライブとなった、日本武道館での公演がBlu-ray/DVDでリリースされた。
6月には、アロマテラピー検定1級（公益社団法人日本アロマ環境協会）に合格したことを上記SNS上で報告。大晦日には1年を振り返り、ももいろクローバーZについて言及した。

### 2019年：表現活動の開始
1月15日、SNS上でファンに向けて「音楽活動や写真活動などを通して表現し伝えていく活動を始めます」と発表。個人事務所を設立し自分のペースで活動する予定と報告した。
これを受け同日、ももいろクローバーZのメンバーは公式サイトに「仕事じゃないお知らせ」というタイトルでコメントを掲載。「これからのストーリー お互い頑張ろうね」と一文を記した。
2月6日、医師である一般男性と結婚を前提に交際していることを明らかにした。男性は現事務所の代表も務めている。
出会いは以前から通っていた山王病院のボイスセンター医師からの紹介。2016年7月開催のソロライブにスタッフとしてサポート、体調管理、ボイスケアをはじめ、セットリスト、MCの相談を受けていた。グループを卒業後、共通の趣味のカメラを通じて一緒に行動することが多くなり、2018年3月から交際していた。
3月24日、EX THEATER ROPPONGIで、また同月27日になんばHatchで、復帰後初のライブとなる「有安杏果 サクライブ 2019 ～Another story～」を開催した。なお、24日の公演では、同日付で公式ファンクラブ「スマイルーム315」が設立されることが公演の中で告知され、同時にファンクラブサイトでの会員募集を開始した。
6月19日から24日にかけて阪急百貨店うめだ本店9Fアートステージで、また、7月26日から8月8日にかけては銀座プレイス6Fで「有安杏果 写真展 a song of Hope ～ヒカリの声～」を開催し、写真家としての活動も本格的にスタート。以後、写真集の出版や写真コンテストの審査員など、活動の幅を徐々に広げている（詳細は「写真家としての活動」の項目を参照）。
7月15日から8月14日にかけて、全国6都市をまわる「有安杏果 Pop Step Zeppツアー」（全13公演）を開催した（ツアー日程及び会場は「ライブ」の項目を参照）。
11月23日、交際中だった医師と結婚。24日に報告した。

### 2020年：感染症拡大下での表現活動の模索
3月4日、翌5日からの春のライブツアーに先立ち、ソロ歌手として活動再開後初となるデジタルシングル「サクラトーン」と「虹む涙」の2曲を同時リリース。3月5日から27日にかけて、全国8都市（全8公演）を回る「サクライブ Tour 2020」を開催予定だったが、 2019新型コロナウイルス感染症の全国的な感染拡大を受けた政府のイベント自粛要請などを勘案し、全公演が6月以降に延期・振替となった（その後、感染症の動向などを踏まえ、延期・振替としていた全公演の中止を発表。なお、11月12日に「サクライブ Tour 2020」とは別の「リベンジ公演」をLINE CUBE SHIBUYA (渋谷公会堂)で開催し、その模様を有料生配信することを合わせて発表した）。当初、LINE CUBE SHIBUYA (渋谷公会堂)でのツアー最終公演が予定されていた3月27日のライブ開始時刻に合わせ、YouTube上で「有安杏果 サクライブ 2019 ～Another story～」東京公演を収録した映像のディレクターズカット版をプレミア公開。終了後に公式HP上で、有安個人のインディーズレーベルの設立と、6月に新曲「ナツオモイ」「Runaway」が収録されたシングルCDと「有安杏果 Pop Step Zeppツアー」のライブ映像をリリースすることを合わせて発表した（その後の感染症拡大の影響で、途中制作作業が中断したことなどの影響を受け、実際の発売日は7月ないし8月にそれぞれずれ込んでいる（発売日の詳細についてはそれぞれの作品の項目を参照）。また、当初シングルCDとして発売予定だった新曲「ナツオモイ」と「Runaway」の2曲については、シングルCDから配信へと発売形態が変更されている）。
11月12日、LINE CUBE SHIBUYA (渋谷公会堂)で「有安杏果 サクライブTour 2020」を開催。上述のとおり新型肺炎感染拡大の影響で中止となったサクライブTour 2020の「リベンジ公演」として位置づけられるライブで、東京1会場1公演のみの開催、有安にとっては当該公演がこの年開催できた唯一のライブとなった。また、当該ライブでは、新型肺炎感染拡大の状況下で多くの人の移動に制約があることなどを考慮の上、初の試みとしてライブの様子が全国に有料配信された。さらに、公演中に本人から、翌2021年1月に開催される東名阪ツアーの正式名称（「有安杏果 Live Tour 2021 "雫ノ音"」）と、同年4月に有安自身が単独で全国8都市を回るライブツアー「有安杏果 サクライブ 弾き語りツアー2021」の開催が発表された（以上、ライブについての詳細は「ライブ」の項目を参照）。
なお、本来「サクライブ Tour 2020」がスタートするはずだった3月5日に合わせて自身の楽曲「feel a heartbeat」のスタジオ生演奏動画をYouTubeにアップするなど、ライブの本公演や代替公演が中止となってしまった春先から夏頃にかけて、YouTubeやTwitterなど、SNS上での自身のチャンネルを通じ、自身の作品やカバー曲の動画をアップするといった試みも散発的に行われている。
緊急事態宣言や数次に及ぶ感染拡大の状況を受けた外出自粛などにより、音楽活動同様、写真活動の方でも大きな制約を受けた。そのような中、2月から連載が開始されたAERA dot.の「ももかアイズ－有安杏果が撮る東京の文化財－」、11月から12月にかけての毎日新聞（東京夕刊）の連載記事「美とあそぶ」といった企画記事や、写真雑誌「Cameraholics」といったいくつかの媒体で自身の手による作品を何点か公開している。なお、「Cameraholics」では、「曇りのち時々晴れ」というタイトルで、自身の手による初のフォトエッセイを連載で手がけることとなった。

### 2021年 - 2022年：弾き語りツアーを通じて得た新たな表現スタイル
2021年1月5日、新型肺炎の感染再拡大を受けた政府の緊急事態宣言発令の可能性を考慮し、年明けに東名阪地区で開催予定だった有安杏果ライブツアー2021　"雫ノ音"全公演の延期を発表、その後当該公演の振替公演を同年11月に行うことを改めて発表した。
4月3日から25日にかけて全国6都市を巡る「有安杏果サクライブ弾き語りツアー2021」を開催（大阪公演のみ9月に延期）。全編にわたりバンド編成を入れずに有安自身の歌とギター、ピアノによる弾き語りのみというシンプルな構成ながら、これまでの持ち歌も含めた大部分の曲をアコースティック演奏用にアレンジし直した上で各公演約2時間半、20曲あまりの演目を一人でこなし、有安自身のパフォーマンスに本人のみでの弾き語りライブという新たなレパートリーを加えるきっかけとなった。
9月3日から11日にかけて、延期となっていた「有安杏果サクライブ弾き語りツアー2021」の大阪公演（振替）と名古屋・東京での追加公演を開催。合わせて、9月4日の大阪公演の最後に、同じく11月に延期となっていた「有安杏果ライブツアー2021　"雫ノ音"」の公演中止を発表した。
2022年3月19日から4月3日にかけて、ボーカル＆アコースティックギター（有安）とグランドピアノ（宮崎裕介）の2人編成で、全国5都市を巡る「有安杏果 サクライブ Acoustic Tour 2022」を開催。新型肺炎の感染状況を踏まえ、極力リスクを減らすための少人数編成というコンセプトは、前年に開催された「有安杏果サクライブ弾き語りツアー2021」を基本的に踏襲したものだが、アコースティックギターにピアノが加わることで表現の幅と深みがさらに増したことに加え、ガットギターでボサノバ調にアレンジした既存曲を披露するなど、有安のソロパートでも新たな試みがいくつか取り入れられた。各公演のセットリストに、このライブに合わせて自身が作詞作曲した新曲『夢の途中』と『オレンジ』を入れ、公演で初披露した。（以上、ライブについての詳細は「ライブ」の項目も参照）。
他の多くのアーティスト同様、有安にとっては2021年及び2022年も、2020年に引き続いて新型肺炎の感染拡大に翻弄され、当初計画していた複数の公演が中止や延期を余儀なくされるなど、活動自体が著しく制限された年となった。そのような中、演者やスタッフの数を絞ることで催行できると考えついて実現した「有安杏果サクライブ弾き語りツアー2021」及び「有安杏果 サクライブ Acoustic Tour 2022」だったが、 結果的にはこれまでのバンド編成でのライブに加え、有安一人での弾き語りもしくは出演メンバーを最小限に絞った公演というスタイルを新たに手に入れることで、これまで以上に表現の幅を拡げ、以後の活動の多様化にもつなげるきっかけを作ることができた年になった。

### 2023年：新型感染症拡大期を乗り越え再び活動を本格化
3月24日、前年の「有安杏果 サクライブ Acoustic Tour 2022」で初披露した新曲『夢の途中』のデジタルシングルを配信。それまで自身の手による写真を使うことが多かったジャケットにイラストレーターの革蝉氏の手によるイラストが用いられ、また、4月28日に公開された「夢の途中」Music Videoでも、曲の世界観を独特な形で表現した同氏のアニメーションが用いられた作品となっている。
5月17日、ももいろクローバーZ結成15周年に合わせて、以下のようなメッセージをツイッターやインスタグラムに投稿。2018年1月のももクロ卒業後、公の場でももクロのメンバーへ発した初のメッセージとなったことから、マスコミなどにも取り上げられ、ツイートが1万件以上リツイートされるなどの反響が寄せられた。
6月16日、前年に開催された「有安杏果 サクライブ Acoustic Tour 2022」の各公演で採録された音源の中から4月2日・3日の東京公演と4月8日の仙台公演から曲目をピックアップし、ライブのセットリスト順に編成したアルバム『有安杏果 サクライブ Acoustic Tour 2022』を配信。
7月9日から30日にかけて、名古屋、大阪、東京の3都市で、弾き語り形式のワンマンライブ「有安杏果 弾き語りツアー "A Little Harmony Live"　(2023 SUMMER)」を開催。公演中のマスク着用の義務付けはあったが、感染症対策に関する規制が大幅に緩和されて観客の声出しが解禁となり、公演最終日に次回公演の告知がなされるなど、新型コロナウィルス感染症拡大以後では初の、旧来形式に近いスタイルでの公演となった。
10月22日から12月22日にかけて、上記「有安杏果 弾き語りツアー "A Little Harmony Live" (2023 SUMMER)」から続く弾き語り形式のワンマンライブの秋冬版で、全国12都市を巡る「有安杏果 弾き語りツアー "A Little Harmony Live"(2023 AUTUMN WINTER)」を開催。岐阜市、神戸市など4都市で、ソロ活動開始後としては初めてとなる公演を行ったほか、大阪公演の際に、年明けの2月に「新たなジャズプロジェクト」として、東京など3都市のビルボードライブで「有安杏果 Jazz Note」を開催することを告知した。
有安にとって2023年は、新型コロナ感染症収束後本格的に活動を再開し、特に後半の7月以降、弾き語りのワンマンスタイルでのライブを比較的ハイペースで開催できた年となった。また、新型コロナウィルス感染症拡大期のステイホームの時期から習熟に励んできた楽器の演奏技術や英語を、弾き語りでのパフォーマンスのさらなる向上や、ソロ活動としてのあらたな軸となるジャズへの挑戦へとつなげ、有安自身がソロ活動でやりたかった「バンド、弾き語り、ジャズ」という3つの柱をそろえつつ、2024年に向けて活動の幅をさらに拡げ「新たな扉」を開いていくための、あらたな準備の年ともなった。

### 2024年：ジャズへの挑戦で開く「新たな扉」
2月13日から16日にかけて、横浜、東京、大阪の3都市で、初のジャズライブ「有安杏果 Jazz Note 2024」を開催。ジャズというあらたなジャンルへの挑戦であることに加え、2部入れ替え制、「スマートカジュアル」のドレスコードが設定されたディナーショー形式のライブで、全ての演目が英語で披露されるなど、これまでのバンドライブや弾き語りとはまた違った趣のライブとなった。

### 2025年
8月6日、長年の目標としてきた英検（実用英語技能検定）準1級に合格したことを報告。

## ももクロ時代の活動
ももいろクローバーZに在籍していたときの活動については、ももいろクローバーZのページを参照。

### ももクロ内のユニットでの活動
ももいろクローバーZ時代に、グループ内の各メンバーとは、以下のユニットを組んでいた。
あーりんやす（佐々木彩夏＋有安杏果）
コンビ結成を持ちかけた（命名した）のは佐々木彩夏。レギュラー番組の『ももクロChan』では「あーりんやす はじめて対決」という名物コーナーを持っていた。
ももかなこ（有安杏果＋百田夏菜子）
百田の希望で「桃色空」（堂本剛提供曲）の最初のパートが2人でのデュエットとなるなど親和性が高く、Twitterでは「#ももかなこはガチ」というハッシュタグがファンに使われていた。
ありたまい（有安杏果＋玉井詩織）
理想のデートを描く雑誌企画（自分が男だと仮定して相手を選ぶ）では、有安は玉井を指名していた。有安がももクロ在籍中、唯一泊まりに行ったことのあるメンバーも玉井である。
事務所に推され隊（有安杏果＋高城れに）
所属事務所からあまり推されていないと感じていた2人で結成したユニット。持ち歌として「事務所にもっと推され隊」という曲があった。
てんかすトリオ
姉妹グループの柏木ひなた（私立恵比寿中学）、伊藤千由李（チームしゃちほこ）とのユニットで、各グループから“歌が上手い”を基準に集められた。持ち歌は以下2曲
- 永遠のトリニティー（三位一体）（2014年） - 未音源化、作詞：瀬名俊介 / 作曲：杉山勝彦 / 編曲：有木竜郎
- Puzzle（2015年） - 未音源化、作詞：谷山浩子 / 作曲：菊池潤也 / 編曲：千葉“naotyu-”直樹

## 歌手としての活動

### ライブ
- ココロノセンリツ 〜Feel a heartbeat〜 Vol.0（2016年7月3日、横浜アリーナ）

有安自身にとって初のソロコンサート。「夢の実現」がコンサートの基本コンセプトの一つとなっており、かつて本人がEXILEのキッズダンサーとして出演したこともある「横浜アリーナのような広い会場で大勢の人の前でVOCAL & DANCEのライブをする」という夢を綴った、12歳当時の有安が20歳の自分にあてて書いた手紙のコピーが会場内の各席に置かれ、8年後、実際にその夢を実現した20歳の有安が12歳の自分にあてて書いた手紙の返事がコンサートの公式パンフレットに封入されるといった演出が施されていた。また、セットリストの一部も自身の幼い頃に出演したMVや当時所属していたももいろクローバーZのメンバーとしての活動などの中で特に関わりの深かった曲目を時代を追って演奏していくような形となっていた。初のソロコンサートということでファンの注目度も高く、横浜アリーナという1万人規模の会場であるにもかかわらず、抽選に漏れて会場に足を運べない人が多数いたことから、コンサートの終盤に、追加公演としてココロノセンリツ 〜Feel a heartbeat〜 Vol.0.5を大分県別府市で開催することがサプライズ発表された。なお、コンサートの模様がBlu-ray/DVDでリリースされている（ダイジェスト映像・インタビュー映像 - YouTube）
- ココロノセンリツ 〜Feel a heartbeat〜 Vol.0.5（2016年11月26日、大分県・ビーコンプラザ）

上記Vol.0の抽選に外れたファンからライブビューイングを望む声が多数寄せられていたことを受けて実現したもので、位置づけとしては上記Vol.0の追加公演にあたる。ただし、Vol.0が自分自身の夢の実現に焦点が当てられたものであったのに比べ、同年4月に発生した熊本地震の復興支援の意味を込めて九州地区内でコンサート会場を選定したり、あるいは同じく震災復興支援の意味も込めて自分自身で作詞作曲し、「コンサートの核になった」楽曲『小さな勇気』を初披露したりといったように、Vol.0.5では自身のパフォーマンスを通じて聴く人に元気を与えたいという、どちらかというと他者に向けられた視点がコンサートのコンセプトに色濃く表れている。追加公演のため、セットリストの骨格はVol.0と基本的に同じだが、自身の歴史を振り返るコーナーで披露したカバー曲など数曲が差し替えられ、上述の『小さな勇気』などが新たに加えられている。
- ココロノセンリツ 〜Feel a heartbeat〜 Vol.1（2017年6月23日・24日、愛知県芸術劇場；7月1日・2日、大阪府・オリックス劇場；7月20日、東京国際フォーラム）

ソロコンサートとしては初のホールコンサートかつ初のツアー。有安自身が音にこだわって会場を選定したほか、セットリストやグッズなど最初の企画段階から本人が深く関わっている。また、この公演からももクロの持ち歌を入れずに全編オリジナル曲でセットリストを組むなど、ソロコンサートをグループでの活動とは別の位置づけで捉えるといった方向性がより明確に打ち出されてきた。公演では、それまで有安のトレードマークであった長髪をバッサリと切ってショートヘアーで登場したり、1曲目にキーボードで持ち歌の『ありがとうのプレゼント』を演奏したりといったようにいくつかのサプライズが用意されていたほか、新曲の『色えんぴつ』と『ヒカリの声』が本公演で初披露された。また、この公演からアンコールにメドレー形式で本編のセットリストを逆にたどっていく「逆再生メドレー」が初めて取り入れられた。ツアー最終日の東京公演では、次回公演となる「ココロノセンリツ 〜Feel a heartbeat〜 Vol.3」仙台公演と「ココロノセンリツ 〜Feel a heartbeat〜 Vol.1.5」武道館公演の開催が発表された。
- ココロノセンリツ 〜Feel a heartbeat〜 Vol.1.3（2017年10月13日、仙台サンプラザ)

本人曰く、「Vol.1の流れの上にある」コンサート。「『小さな勇気』を仙台でも歌いたい」という思いから仙台を会場に選定した。シリーズでは初となる、ストリングスを入れたバンド編成となっている。
- ココロノセンリツ 〜Feel a heartbeat〜 Vol.1.5（2017年10月20日、日本武道館）

一連の「ココロノセンリツ」シリーズの最終公演。それまでのソロコンサートの「集大成」として位置づけられるもので、Vol.0から「これまで『ココロノセンリツ』でやってきたいろんな要素を詰め込みたい」という本人の思いが体現されたような公演内容となっている。動員数は9,426人で、位置的にはバックステージとなる席も「注釈付き」として開放し、全方位に客席が設けられた形となった。当該公演終了から約3か月後に本人がグループ卒業・芸能活動休止を公表した。公演の映像がBlu-ray/DVDでリリースされている（ダイジェスト映像 - YouTube）
- 有安杏果 サクライブ 2019 ～Another story～（2019年3月24日、EX THEATER ROPPONGI；3月27日、なんばHatch）

ソロ歌手として芸能活動再開後初のライブ。アイドルグループ卒業後ほぼ1年ぶり、かつ独立後初の公演ということでファンの間での注目度も高かった上に会場の収容人員もアイドル時代に比べてかなり小規模であったことなどからチケットが高倍率となり、東京・大阪の両公演を通じて1公演のみの当選という制約があったにもかかわらず、抽選に漏れて会場に足を運べないファンが多数いた。公演では新曲『サクラトーン』と『虹む涙』を初披露したほか、ライブ開催に合わせ、東京公演当日の3月24日にオフィシャルサイト、オフィシャルファンクラブ『スマイルーム315』及びオフィシャルショップの開設が、また、大阪公演当日の3月27日に全国6都市を回る「有安杏果 Pop Step Zeppツアー2019」の開催がそれぞれ発表された。ライブの模様はCS放送のテレ朝チャンネルで放送され、その後東京公演の映像がiTunesコンサートフィルムで配信された（予告編 - iTunesコンサートフィルム）ほか、Blu-ray/DVDでもリリースされている（下記「Blu-ray/DVD」の項目参照）。
- 有安杏果 Pop Step Zeppツアー（2019年7月15日、Zepp 札幌；7月17日・18日、仙台PIT；7月22日・23日、Zepp 東京；7月29日・30日、Zepp 大阪；8月6日・7日、Zepp 名古屋；8月9日・10日、Zepp 福岡；8月13日（追加公演）、Zepp 東京；8月14日、Zepp 東京）

初のライブハウスツアー。札幌と東京以外は各都市それぞれ2日ずつの公演で（札幌公演のみ1日、東京公演は追加公演も含め4日）、公演日ごとに曲目の演奏順を変え、そこにツアーに向けて制作した新曲4曲（『ナツオモイ』、『Runaway』、『LAST SCENE』及び『Do you know』）のうちの2曲ずつと、公演都市に縁の深い歌手の曲目から選定した日替わりのカバー曲1曲をそれぞれ入れた2つのセットリストを組んで用いるというスタイルが取られた。また、公演最終日の8月14日に有安杏果 サクライブ2020の開催を発表した。8月14日の東京公演の映像がBlu-ray/DVDでリリースされている（ダイジェスト映像 - YouTube）
- 有安杏果 サクライブ2020（※公演延期・中止)

当初2020年3月5日、Zepp 名古屋；3月11日、Zepp なんば大阪；3月13日、Festhalle（高松市）；3月14日、BLUE LIVE HIROSHIMA（広島市）；3月16日、Zepp 福岡 ；3月19日、Zepp 札幌；3月21日、仙台PIT；3月27日、LINE CUBE SHIBUYA (渋谷公会堂)の日程で開催予定だったが、新型肺炎の全国的な感染拡大を受けた政府のイベント自粛要請などを勘案し、名古屋、札幌、大阪と順次公演が延期となり、3月6日にそれ以外の公演についても延期が告知され、全公演が同年6月以降に振替となった。振替公演の日程はそれぞれ、名古屋公演が6月17日、大阪公演が6月15日（大阪公演のみ、会場が当初予定していたZepp なんば大阪からなんばHatchに変更）、高松公演が8月10日、広島公演が7月26日、福岡公演が7月27日、札幌公演が6月24日、仙台公演が8月16日、東京公演が7月29日となっていたが、新型コロナウイルス感染症の拡大状況などを勘案の上、5月の時点で6月に振替予定の名古屋、大阪、札幌の公演中止を発表。その他の公演についても感染症収束の見通しが立たないことや、各公演開催時点でのイベント開催に関する政府のガイドラインに定める形での開催が難しいことなどから、6月に中止を発表し、結果的に全公演が中止となった。なお、11月12日に「サクライブ Tour 2020」とは別の「リベンジ公演」をLINE CUBE SHIBUYA (渋谷公会堂)で開催し、その模様を有料生配信することを合わせて発表した。
- 有安杏果 サクライブTour 2020（2020年11月12日LINE CUBE SHIBUYA（渋谷公会堂））

上述のとおり新型肺炎感染拡大の影響で中止となったサクライブTour 2020の「リベンジ公演」となるライブで、名称は同じだが、会場も当初の全国8都市から東京1都市に絞られ、振替公演とは異なる位置づけの単独公演として開催された。感染症拡大防止のため、隣り合う席の間隔を空け入場者が会場定員の半数以下となるよう入場者数に制限が加えられたり、あるいは公演中のマスク着用や声援禁止がアナウンスされたりといったように、従来とは異なるスタイルで開催されたほか、目下新型肺炎感染拡大の状況下で多くの人の移動に制約があることなどを考慮し、有安自身のライブとしては初の試みとなる、配信サイトを通じた公演の有料配信が行われた。また、公演中に本人から、翌2021年1月に開催される東名阪ツアーの正式名称（「有安杏果 Live Tour 2021 "雫ノ音"」）と、同年4月に有安自身が単独で全国8都市を回るライブツアー「有安杏果 サクライブ 弾き語りツアー2021」の開催が発表された（詳細については以下参照）。
- 有安杏果ライブツアー2021　"雫ノ音"（※公演延期・中止)

当初2021年1月9日、愛知 DIAMOND HALL;2021年1月11日、なんばHatch；2021年1月16日・17日、豊洲PITの日程で開催予定だったが、緊急事態宣言発令の可能性を考慮し、全公演の延期・振替が発表された。振替公演の日程はそれぞれ、愛知公演が11月17日、大阪公演が11月28日、東京公演が11月29日（東京公演については、当初2日間の開催予定が1日間の開催に変更となった）の予定だったが、9月の時点で依然感染症収束の見通しが立たず、来場者やバンドメンバーをはじめライブ関係者の健康や安全等を考慮の上、予定していた全公演が中止となった。公演の中止は、9月4日に開催された「有安杏果サクライブ弾き語りツアー2021」大阪公演の中で本人から会場の観客へ直接伝えられるとともに、合わせて公式HPで発表された。また、大阪公演翌日の9月5日には、「私の音楽活動には絶対に欠かせない、家族のように大切なバンドメンバー、スタッフさん達だからこそ、ちゃんと皆さんの健康と安全を守りたい。そして応援して下さってるファンのみんなにはきっと今誰もが抱えている不安や心配を抱えない状況でライブに来て欲しい。」という本人の思いを含むライブ中止に関するコメントが公式InstagramとLINE BLOGにあらためて掲載された。
- 有安杏果サクライブ弾き語りツアー2021（2021年4月3日、仙台PIT；2021年4月4日、札幌cube garden；2021年4月11日、Festhalle（高松市）；4月17日、BLUE LIVE HIROSHIMA（広島市）；2021年4月18日、イムズホール(福岡市)；2021年4月21日、DIAMOND HALL（名古屋市）；2021年4月24日・25日、神田スクエアホール；2021年9月3日、DIAMOND HALL（追加公演）；2021年9月4日、松下IMPホール(大阪市、振替公演)；2021年9月11日、SHIBUYA PLEASURE PLEASURE（東京都渋谷区、追加公演））

有安の歌手活動上初となる全編弾き語りスタイルのアコースティック公演。バンド編成を入れずに有安自身の歌とギター、ピアノのみというシンプルな構成で、本編16曲（オリジナル14曲、カバー2曲。カバー曲のうち1曲は公演ごとに異なる曲目を演奏）、アンコール4曲の計20曲、約2時間半に及ぶ演目を完奏した。また、アンコールでは、このツアーに向け制作した新曲『指先の夢』を披露した。なお、大阪公演については当初4月10日に開催予定だったが、新型肺炎の感染拡大に伴い4月5日から1か月間、「まん延防止等重点措置」が大阪府などに適用されたこと、同月7日に府から医療非常事態宣言が発令されたことなどを踏まえ、9月に延期となった。また、東京公演については、政府の緊急事態宣言発令決定が公演日直前の4月23日で、公演2日目にあたる25日からの宣言発令となったが、希望者へのチケット払い戻しを行いつつ、上述の「有安杏果 サクライブTour 2020」と同様細心の感染症防止対策を施した上で、公演自体はそのまま開催された。2021年7月1日に、9月の名古屋と東京での追加公演を発表（上記参照）。振替公演及び追加公演のいずれもが、7月下旬頃から始まった新型肺炎の全国的な感染再拡大（いわゆる「第5波」）に伴う政府の緊急事態宣言発令下での開催を余儀なくされたが、他の公演同様、細心の感染症防止対策を施した上で東名阪3都市でのツアーを完遂した。
- 有安杏果 サクライブ Acoustic Tour 2022 （2022年3月19日、なんばHatch（大阪市）；2022年3月20日、DIAMOND HALL（名古屋市）；2022年3月25日、スカラエスパシオ（福岡市）；2022年4月2日・3日、大手町三井ホール （東京都千代田区）；2022年4月8日、仙台PIT （仙台市））

ボーカル＆アコースティックギター（有安）とグランドピアノ（宮崎裕介）の2人編成で、本編16曲、アンコール3曲の計19曲（セットリストは基本的に各都市固定で、6曲目のカバー曲が「花」をテーマに日替わり、また、アンコール1曲目がオリジナル曲2曲を交互に入れ替えという構成）を演奏した。新型肺炎の感染状況を踏まえ、極力リスクを減らすための少人数編成というコンセプトは、前年に開催された「有安杏果サクライブ弾き語りツアー2021」を基本的に踏襲したものだが、アコースティックギターにピアノが加わることで表現の幅と深みがさらに増したことに加え、ガットギターでボサノバ調にアレンジした既存曲を披露するなど、有安のソロパートでも新たな試みがいくつか取り入れられた。「有安杏果サクライブ弾き語りツアー2021」の言わば進化版とも取れる内容と位置づけのライブ。演奏の中で、このライブに合わせて自身が作詞作曲した新曲『夢の途中』と『オレンジ』を初披露した。
最終公演となる仙台公演では、公演の最後に、同年3月に発生した福島県沖地震で大きな被害を被った東北在住の人々に向けて、当初セットリストにはなかった自身のオリジナル曲『小さな勇気』を歌った。
- 有安杏果 弾き語りツアー "A Little Harmony Live"（2023 SUMMER）（2023年7月9日、名古屋ReNY limited；2023年7月14日、UMEDA CLUB QUATTRO（大阪市）；2023年7月30日、ヒューリックホール東京）

2021年に開催した「有安杏果サクライブ弾き語りツアー2021」のスタイルを継承した、アコースティック形式のワンマンライブ。ツアーのタイトル「A Little Harmony Live」は、「私自身が小さな存在でありながら(笑)、皆さんの顔がよく見える距離感で、ギターとピアノと私の歌でハーモニーを届けたい、という想いから名付け」たもの。アンコール曲3曲を含め、オリジナル17曲、カバー曲1曲（東京公演のみ2曲）の計18曲（同19曲）を披露した。なお、上述の3会場は第一弾という位置づけで、以後、「ゆっくりと各地を廻っていく予定」との告知が合わせてされていたが、7月30日の東京公演で、10月から12月にかけての第二弾の日程が告知された。
- 有安杏果 弾き語りツアー "A Little Harmony Live"（2023 AUTUMN WINTER）（2023年10月22日、岐阜 club－G（岐阜市）；2023年10月24日、HIROSHIMA CLUB QUATTRO （広島市）；2023年10月25日、福岡Gate’s7（福岡市）；2023年11月2日、横浜ランドマークホール（横浜市）；2023年11月8日、仙台darwin（仙台市）；2023年11月16日、神戸VARIT.（神戸市）；2023年11月17日、UMEDA CLUB QUATTRO（大阪市）；2023年12月5日、KYOTO MUSE（京都市）；2023年12月15日、札幌 cube garden（札幌市）；2023年12月18日、NAGOYA CLUB QUATTRO（名古屋市）；2023年12月19日、浜松窓枠（浜松市）；2023年12月22日、SHIBUYA CLUB QUATTRO（東京都渋谷区）

上述の弾き語りツアー"A Little Harmony Live"の第二弾として位置づけられるライブで、12か所12公演と、ソロ活動開始後のライブとしては最も公演回数と開催都市が多いツアーとなっており、岐阜市、神戸市、京都市及び浜松市ではソロ活動後初のライブとなった。秋冬公演の発表は第一弾（夏公演）最終日の7月30日だったが、札幌公演のみ2週間ほど遅れての開催発表となった。何パターンかのセットリストを会場ごとに使い分けたり、全編アカペラで『心の旋律』を歌ったり、あるいはアンコール曲の『小さな勇気』のサビを観客と唱和したりといったように、自身の弾き語りライブではこれまでになかった新たな試みが付け加えられたライブとなった。演奏の中で、アップテンポな新曲『靴ひも』を初披露したほか、大阪公演で2024年2月の「有安杏果 Jazz Note」の開催を告知した。
- 有安杏果 Jazz Note 2024（2024年2月13日、Billboard Live YOKOHAMA（横浜市）；2024年2月14日、Billboard Live TOKYO（東京都港区）；2024年2月16日、Billboard Live OSAKA（大阪市））

2024年から開始した「有安杏果の新たなジャズプロジェクト」。ボーカル（有安）とピアノ（大林武司）、ベース（小川晋平）、ドラム（Alon Benjamini）の4人編成で、各会場とも2部入れ替え制（17:30～/20:30～）のディナーショー形式。観客と一緒に会場全体の雰囲気を作り出すため、有安のライブとしては初の試みである「Ｔシャツ・ショートパンツ・サンダル・CAP等、カジュアル過ぎる服装はご遠慮いただき、ジャケット・シャツ、ワンピース等、「スマートカジュアル」をベースとした空間に適した服装でお越しください。」というドレスコード設定がされたライブとなった。演目は『Bye Bye Blackbird』『How High The Moon』などジャスのスタンダードナンバーを中心にオリジナル曲（新曲『Tsuki Talk』『Regeneration』と既存曲『サクラトーン』の3曲）を加えた構成で、オリジナル曲を含め、全ての楽曲を英語で披露した。
ジャズは有安が「ずっと大切に温めて準備してきたやりたかった音楽の一つ」であり、「有安杏果の新たな1ページ」を開くライブツアー。本人は今回のライブツアーを「夢が叶ったというゴールではなく、これから始まる私の「Jazz Note」のスタートライン」と述べており、今後ジャズを自身がソロとなって以降の活動における主な軸足の一つにしたいと考えていることからも、有安の今後の活動におけるエポックメイキング的な位置づけとなった記念すべきツアーとも言えるライブ。
- 有安杏果 弾き語りツアー "A Little Harmony Live 2024"（2024年10月11日、名古屋 ReNY limited（名古屋市）；2024年10月18日、UMEDA CLUB QUATTRO（大阪市）；2024年10月20日、大手町三井ホール（東京都千代田区））

弾き語りツアー"A Little Harmony Live"の第三弾として位置づけられるライブ。公演初日は自身の1stアルバム『ココロノオト』の発売日（2017年10月11日）、千秋楽は単独ライブ「ココロノセンリツ」シリーズの最終公演、「ココロノセンリツ 〜Feel a heartbeat〜 Vol.1.5」が日本武道館で開催された日（2017年10月20日）とそれぞれ同じ日付での開催となった。セットリストの中に「ココロノセンリツ」シリーズで披露されたソロ曲のいくつかをちりばめ、7年間で自身の演奏する楽器のみでの弾き語りができるまで進化したパフォーマンスをあらためて披露する一方で、ソロ曲『ありがとうのプレゼント』の事実上の封印を観客に伝えるなど、ソロ活動を開始してからこれまでの歩みを一旦総括しつつ、次のステップへと歩み出すような内容のライブとなった。有安自身としてはソロ活動を開始してからの一つの節目として特に思い入れの強いライブとなったようで、途中何度か感極まって涙する場面も見られた。各会場ともダブルアンコールで、最後は記念すべき初のソロ曲、「feel a heartbeat」を観客と合唱して幕を閉じた。ライブの途中、2025年2月14日・16日の両日、ディナーショー形式でピアノのみの弾き語りツアー「ピアノオト」を大阪市と横浜市のBillboard Live でそれぞれ開催することの告知がなされた。

### Blu-ray/DVD
- 『有安杏果 サクライブ 2019 ～Another story～』Live Blu-ray&DVD  （2019年11月11日発売） - 当初、ファンクラブ会員向けにオフィシャルショップでの通販限定商品のみの扱いだったが、下記『有安杏果 Pop Step Zepp Tour 2019』の発売と同時に店頭等での一般販売が開始された。）
- 『有安杏果 Pop Step Zepp Tour 2019』LIVE BD&DVD  （2020年8月26日発売） - 上記『有安杏果 サクライブ 2019 ～Another story～』と合わせ、有安が個人で設立したインディーズレーベル「APRICOT MUSIC RECORDS」から発売された初のBlu-ray/DVD作品。

### CD
- ミニアルバム『ココロノセンリツ♪ feel a heartbeat』 （2016年7月3日限定発売） - 収録曲は全て下記の1stアルバムに含まれる
- 1stアルバム『ココロノオト』 （2017年10月11日発売） - オリコン週間4位、ミュージックマガジン「2017年間ベストアルバム Jポップ/歌謡曲」6位に入選。本アルバムに関して、詳細は該当記事を参照。

### 配信

#### 映像
- 『有安杏果 サクライブ 2019 ～Another story～ 東京公演』 iTunesコンサートフィルム

#### アルバム
- 『有安杏果サクライブ 2019 ～Another story～』 配信先一覧
- 『有安杏果 Pop Step Zepp Tour 2019』 配信先一覧
- 『有安杏果 サクライブ Acoustic Tour 2022』配信先一覧

#### デジタルシングル
- 『サクラトーン』 (2020年3月4日)、作詞・作曲：有安杏果/ 編曲：山口寛雄 (Vo. & Cho.: 有安杏果、Gt.：福原将宜、Ba.：山口寛雄、Drs.：玉田豊夢、Pf. & Org.：宮崎裕介) 配信一覧

2019年の活動再開後に初めて行われた「有安杏果 サクライブ 2019 ～Another story～」で初披露後、約1年を経て活動再開後初となるデジタルシングルとしてリリースされた、「春をテーマにこれから新しい道を歩いていく決心」を歌詞に込めた曲。「サビの歌詞に出てくる桜は自分のやりたいことや夢の例え」にも重なるもので、「時には不安や困難を抱えながらも新しく何かを始める人や上京して新しい環境で夢に向かって頑張ろうとしてる人そんな人達の心情や情景」、あるいは有安自身の「音楽への想い、覚悟」といったようなメッセージや心象風景を重ねて作られた楽曲となっている。
- 『虹む涙』 (2020年3月4日)、作詞・作曲：有安杏果/ 編曲：山口寛雄 (Vo.: 有安杏果、Gt.：福原将宜、Ba.：山口寛雄、Drs.：玉田豊夢、Pf.：宮崎裕介、Vc.：原口梓) 配信一覧

なお、楽曲プロモーション用の特設ページでは、「舗装されてない道を自分の足で歩んでいくことを決めた強い意志と周りの人の幸せを願う気持ちを込めた2曲」というキャッチコピーが付され、上記『サクラトーン』と『虹む涙』の2曲が紹介されている。
- 『Runaway』 (2020年7月22日)、作詞・作曲：有安杏果/ 編曲：山口寛雄 (Vo.: 有安杏果、Gt.：福原将宜、Ba.：山口寛雄、Drs.：玉田豊夢、Pf.：宮崎裕介) 配信一覧

有安本人が「今まで自分で作ったことない曲調なので自分にとって新境地」で、「バンドサウンドにこだわったロックナンバー」と述べているとおり、これまで自ら作詞作曲を手がけた曲とはやや趣の異なるもので、同年3月に有安自身が設立したインディーズレーベル「APRICOT MUSIC RECORDS」から初めてリリースされた曲。2019年夏の『Pop Step Zepp Tour 2019』で初披露した際には、本人がステージから「強いメッセージを込めて作った曲」とファンに伝えていた。「個人事務所を設立して音楽・写真活動を行う有安の決意表明が込められた1曲」ともなっている。
- 『ナツオモイ』 (2020年8月12日)、作詞・作曲：有安杏果/ 編曲：山口寛雄 (Vo.: 有安杏果、Gt.：福原将宜、Ba.：山口寛雄、Drs.：玉田豊夢、Pf.：宮崎裕介、Str. ：真部裕ストリングス) 配信一覧

2019年夏に開催された「Pop Step Zepp Tour 2019」で初披露した際に、本人が「夏の終わりの哀愁を想い作った曲」と話していたミディアムバラード。「なんとなくピアノを触っていた時にふとメロディーと一緒に"君の声が聴きたくなっちゃったなぁ"というフレーズが生まれてきて作った」楽曲で、「主人公の繊細さや、踏み出せずにいるもどかしさ、ストーリーがちゃんと伝わるように歌詞はぎりぎりまで何度も細かく書き直し」てできた作品となっている。
なお、上記2曲については、当初CDシングルとして発売することでの店頭展開も予定していたが、新型コロナウィルス感染拡大に伴い、CDでの発売を中止しデジタルシングルでのリリースとなった。
- 『夢の途中』 (2023年3月24日)、作詞・作曲：有安杏果/ 編曲：宮崎裕介 (Vo.: 有安杏果、Gt.：福原将宜、Ba.：山口寛雄、Drs.：玉田豊夢、Pf.：宮崎裕介、Str. ：室屋光一郎ストリングス) 配信一覧

2022年春に開催された「有安杏果 サクライブ Acoustic Tour 2022」で初披露後、約1年を経てデジタルシングルとしてリリースされた曲。本人曰く「ある日ピアノを叩きながら弾いてたら勢いに乗って完成していった」楽曲で、「夢を叶えるって相当覚悟も努力も必要だけど、絶対負けない！っていう気持ちを込めて、等身大の自分で」制作した作品となっている。

### その他のソロ曲
- 『ありがとうのプレゼント』（2011年）歌詞 - 歌ネット
- 『教育』（2012年） - 有安杏果 with 在日ファンク名義

### 公式書籍
- 『ココロノセンリツ♪』（2016年）ISBN 978-4-7783-1529-0
- 有安杏果オフィシャルブック 『DOCUMRNYTARY OF ARIYASU MOMOKA 2019-2020』 (2020年。『有安杏果 サクライブ Tour 2020』会場内と、オフィシャルショップでの通信販売のみでの取り扱い)

### 音楽フェス出演
- 宗像フェス（2017年9月2日、福岡県宗像市 福津・恋の浦 野外ステージ）
- 宗像フェス（2019年9月21日、上記会場） 九州地方に接近した台風17号の影響により、有安が出演した21日のみの開催。翌22日は開催中止となった。
- 浮現祭2020 - Emerge Music Festival（※公演中止） 2020年5月9日・10日に台湾台北市の「松山文創園區 倉庫及多功能展演廳」で開催を予定していたフェスで、有安を含む日本のアーティストも多数出演予定だったが、新型肺炎の世界的な感染拡大に伴い、台湾当局が3月17日に日本などからの入境者に対する自主健康管理の強化や14日の在宅検疫の導入を施行したこと[93]などを受け、イベントが延期となった[94][95]。

### 他のアーティストの作品への参加
- 小谷美紗子『yeh』（2019年9月25日）-アルバムの中の8曲目、『裸』でコーラスパートに参加している[96]。

## 写真家としての活動

### 写真展・その他のイベント
- 『有安杏果 写真展 a song of Hope ～ヒカリの声～』（2019年6月19日～24日、阪急百貨店うめだ本店9Fアートステージ；7月26日～8月8日、銀座プレイス6F）
- 『有安杏果×ハービー・山口 トークショー -音楽と写真、お互いを探り合う-』（2019年6月22日、阪急百貨店うめだ本店9F阪急うめだホール）

### 写真集・その他の書籍
- 『ヒカリの声』（2019年）ISBN 978-4-9095-3223-7
- 『Happy Holidays (Momoka Ariyasu SNS 2018 Mar. - 2019 Mar.)』（2019年）ISBN 978-4-9095-3224-4

### アートワーク
有安自身で制作した楽曲の音源を配信する際に、アートワークの素材となる写真を自ら撮影することがある。これまでに有安本人が手がけたアートワーク素材の作品として以下のようなものがある。

#### デジタルシングル
- 『小さな勇気』 (2016年 ※写真家として活動を開始する前の作品)[注釈 30]
- 『虹む涙』 (2020年)[97]
- 『サクラトーン』 (2020年)[97]
- 『Runaway』 (2020年)[注釈 31]
- 『ナツオモイ』 (2020年)[98]

### 写真コンテストの審査員
- 「写真ライフコンテスト＆口絵作品発表」-季刊誌『写真ライフ』誌上の「写真ライフコンテスト」での審査員。1000点を超える応募作品[99]の中から有安が40点を選出し、2019年12月17日発行の『写真ライフ119号（冬号）』に掲載。入選作品のうち、上位20点に有安自身が講評を付けている。

### 連載記事
- AERA dot.「ももかアイズ－有安杏果が撮る東京の文化財－」-「文化財を守る大切さを写真を通じて広く知ってもらう」ことを目的に、朝日新聞社 寺社文化財みらいセンターが企画・主催するWEB連載記事。「有安杏果が、東京都内の寺社仏閣を訪れ、大切に守られてきた宝物をカメラに収める。」[100]といった企画内容で、記事の中に有安本人が撮影した文化財の写真が掲載されている。
  - 訪問先：深大寺（第１回）、五百羅漢寺（第2回）、世田谷山 観音寺（第3回）、正福寺 (東村山市)（第4回）
- 毎日新聞（東京夕刊）「美とあそぶ」 - 「著名人が自身の作品を通し「美」を語」るという内容[101]の、毎日新聞東京本社発行の夕刊に毎週月曜日掲載中の企画連載記事で、毎回本人撮影の作品が1枚紙面に掲載されている（1人につき全4回）。紙面及びWeb記事（Web記事は有料配信で、全文を読むには登録が必要）。
  - 「1 カメラは身近な存在」 (2020年11月16日)、「2 ファインダー越しの発見」 (2020年11月30日)、「3 デジタルもフィルムも」 (2020年12月7日)、「4止 音も感じるような写真を」 (2020年12月14日)
- Cameraholics 「曇りのち時々晴れ」 - 写真雑誌「Cameraholics」に掲載されている、本人が撮影したモノクロやカラーの作品を添えつつ有安自身が日常感じていることやその時々の心模様などを自らの手で綴ったフォトエッセイ。
  - ＃1 – プロローグ（Vol.4 2020年12月11日）、＃2 – 人と人（Vol.5 2021年6月10日）、＃3 – タイトル（Vol.6 2021年12月13日）、＃4 – 終わりの始まり（Vol.7 2022年6月15日）、＃5 – 距離感（Vol.8 2022年12月15日）、＃6 – 夢の途中（Vol.9 2023年6月16日）、＃7 – 職人（Vol.10 2023年12月19日）

## 女優としての活動
子役として、火曜サスペンス劇場やはぐれ刑事純情派などのドラマやCMへの出演歴がある。
2015年には、踊る大捜査線シリーズで知られる本広克行監督の指名で、ももクロメンバー4人とともに青春映画『幕が上がる』での主演を果たした。
第40回報知映画賞ではメンバー5人の演技が認められ、特別賞が贈られた。さらに第39回日本アカデミー賞の話題賞（同じくももクロに対して）、TSUTAYA映画ファン賞（作品に対して）なども受賞した。

## 出演
ももいろクローバーZのメンバーと共演したものを除く

### 音楽
- 有安杏果 サクライブ～Another story～テレ朝チャンネル版 （2019年5月19日、CSテレ朝チャンネル）

### テレビドラマ
- フレンチポテトカップ（1999年、よみうりテレビ） - 奈津美 役
- 土曜特集ドラマ 至上の恋〜愛は海を越えて〜（2001年、NHK） - 由梨 役
- 月曜ミステリー劇場 ペットシッター沢口華子の事件簿（2001年、TBS） - 恵 役
- サントリーミステリー大賞スペシャル 時の渚（2001年、テレビ朝日） - 茜沢裕美（幼少期） 役
- 火曜サスペンス劇場 親父（2002年、日本テレビ） - 木暮めぐみ 役
- SMAP×SMAP特別編 チョナン・カンスペシャル 愛の劇場&愛の唄「ヘンボカセヨ〜幸せになれよ〜」（2002年4月29日、関西テレビ・フジテレビ） - 栗木幸 役
- はぐれ刑事純情派 第15シリーズ 第25話「包丁を抱く女!安浦家に大事件が!?」（2002年、テレビ朝日 / 東映） - 中里絵美 役
- 金田一少年の事件簿SP（2005年、日本テレビ） - 湊青子（幼少期） 役
- 金曜エンタテイメント 奥様は警視総監（2006年、フジテレビ） - 橘勝気 役
- ドラマ30 がきんちょ〜リターン・キッズ〜（2006年、毎日放送） - 辻麻由香（少女期） 役

### 情報・教養・バラエティ番組
- ロンブー龍（2001年、日本テレビ）
- ティンティンTOWN!（日本テレビ） - 松浦亜弥が有安の友人宅に来ることになり収録を観に行った際、その家の子どもとともに出演[102]。
- ポンキッキーズ21（2004年4月 - 2005年3月、フジテレビ） - シスターラビッツ・モモカとして出演
- はなまるマーケット夏休み自由研究 佐藤弘道さん直伝「親子体操」（2006年8月18日、TBSテレビ） - ドラマ「がきんちょ」の子役として出演
- インパルスが徹底調査! キッズ大ブレイク がきんちょ〜リターン・キッズ〜の秘密!!（2006年7月31日、毎日放送）
- スッキリ!!学校って、なに?（2007年8月2日、日本テレビ） - EXPGの生徒の一人として出演
- めちゃ×2イケてるッ! いい意味でヤバイっす オカザイルスペシャル（2007年10月6日、フジテレビ） - EXILEのキッズ・ダンサーの一人として出演
- めちゃ×2イケてるッ! 秋の未公開スペシャル オカザイルトレイン完成への道（2007年11月10日、フジテレビ） - 同上
- U・LA・LA 09人気デパートバレンタインチョコ特集（2009年2月2日、MXテレビ） - P‐Aの新メンバーとして出演
- 玉ニュータウン（2011年12月16日、テレビ埼玉）
- めざましテレビ（2013年6月21日、フジテレビ） - 「めざましじゃんけん」のコーナー
- めざましテレビ（2016年11月30日、フジテレビ） - 「広人苑」のコーナーでソロライブに密着
- きくちから（2015年9月5日・10月24日・2016年3月31日、フジテレビNEXT）
- あたしの音楽（2015年11月28日、フジテレビNEXT）
- 世界ふしぎ発見!（2016年1月30日、TBSテレビ） - トップ賞を獲得
- HOT WAVE（2016年6月19日・2017年10月8日、テレビ埼玉）
- 関西私鉄沿線ぶらり旅（2016年7月2日、テレビ大阪） - 天童よしみと出演
- マチコミ（2016年8月22日、テレビ埼玉） - 1日スペシャルパーソナリティ
- 今夜くらべてみました（2019年12月18日、日本テレビ） - ももクロ卒業後初のテレビ出演

### ラジオ
- ミュ〜コミ+プラス（2013年4月16日深夜・2016年6月8日深夜、ニッポン放送）
- 真夜中のハーリー&レイス（2014年3月25日深夜、ラジオ日本）
- ヤングタウン日曜日（2016年3月20日、MBSラジオ） - 笑福亭鶴瓶の番組にサプライズゲスト出演
- マイプレイリスト（2016年6月5日、ニッポン放送）
- ミューコミプラス(2016年6月8日、関東-ニッポン放送）
- ももクロ有安杏果のオールナイトニッポンR（2016年6月11日深夜、ニッポン放送）
- 武部聡志のSESSIONS（2016年6月19日、JFN系列）
- イルカのミュージックハーモニー（2016年6月26日、ニッポン放送）
- One More Pint！（2016年7月6日、NACK5）
- 山里亮太の不毛な議論（2016年7月6日、TBSラジオ）
- ヒャダインのガルポプ!（2017年10月13日、NHK-FM）
- 山里亮太の不毛な議論（2019年4月3日、TBSラジオ）
- 伊集院光とらじおと（2019年4月9日、TBSラジオ）
- 下埜正太のショータイムレディオ（2020年1月29日、ABCラジオ） - コメント出演
- RADIO WE!（2020年2月25日、FM NORTH WAVE） - コメント出演
- 山里亮太の不毛な議論（2020年2月26日、TBSラジオ）-本人が生出演。番組の中で新曲「虹む涙」をフルで初オンエアした。
- Tresen（2020年2月28日、FM yokohama 84.7）-同番組の金曜日18:20からのコーナー「トレセンバラエティ Herbie's Radio」（パーソナリティ：ハービー・山口、高橋茉奈）に本人が生出演。番組の中で新曲「サクラトーン」をフルで初オンエアした。
- WE are the RADIO（2020年3月5日、エフエム北海道） - 当初コメント出演の予定だったが、札幌公演の延期に伴い出演が中止となった[103]。
- ひるどき！さいたま～ず（2022年2月24日、NHKさいたま）-「新たな世界を楽しむ　さいたま～ずさん」のコーナーに電話で出演。「埼玉時代の話やコロナ禍での音楽活動、これから実現したいこと」[注釈 32]などをインタビュー形式で取り上げた。番組の中で「サクラトーン」と「Runaway」をオンエアした。
- 有安杏果 ツキトオク（2025年4月5日 -、interfm、毎週土 21:00 - 21:30）[104]

### 映画
- Looking For（1998年） - 津川雅彦と丘みつ子の娘（劇中の写真に登場） 役[102]
- 岸和田少年愚連隊 Going My Way（2003年） - 土方由紀（幼少期） 役
- 銀のエンゼル（2004年） - 小林かおり 役

### DVD
- スプラッシュ! Vol.1（2004年） - 尾崎亜矢（幼少期） 役 ※ROUND1配布DVD
- EXILE LOVE（2007年） - DISK3にバックダンサーとして出演
- EXILE CATCHY BEST（2008年） - DISK2にバックダンサーとして出演
- P-A 100年有効の約束（2009年）
- P‐A スタ☆フェス vol.2（2009年）
- P-A LAST LIVE 〜100年有効の約束〜（2009年、数量限定）
- 邪道外道デビュー25周年記念DVD（2014年） - 有安のファンを公言するプロレスラーの邪道の作品にシークレットゲストとして登場

### ミュージック・ビデオ
- 林明日香「小さきもの」クミ役（2003年）
- SMAP「友だちへ〜Say What You Will〜」（2005年）
- EXILE「Choo Choo TRAIN」（2008年）
- EXILE「銀河鉄道999」（2008年）

### 新聞・雑誌
- Lemonteen Plus Vol.1（2003年）
- Prolog Vol.29（2006年）
- ピュア☆ピュア Vol.57（2010年）
- Quick Japan Vol.99（2011年）Vol.105（2012年）Vol.116（2014年）- Webでの追加記事『深夜4時1分の、有安杏果』も参照
- My Melody My Sweet（2012年）
- Goo Bike 2012年8月20日号 - 表紙写真も
- ビッグコミックスピリッツ 2014年1月22日号 - 「てんかすトリオ」として出演。表紙写真も
- ビッグコミックスピリッツ 2015年22・23合併号 - 「チームよつば（有安、安本彩花、廣田あいか、坂本遥奈（チームしゃちほこ））」として出演。表紙写真も
- BRODY 創刊号（2016年）- スペシャル・インタビュー「ココロノシンソウ」
- CAPA 2017年6月号 - カメラに関するインタビューを掲載。表紙・裏表紙写真も
- 日本カメラ 2019年8月号 - カメラに関するインタビューを掲載
- mina 2019年9月号
- 日本カメラ 2019年10月号 - 連載記事「コムロミホのライカ写交界」上で、ライカユーザーの一人としてのインタビューを掲載
- ROCKIN'ON JAPAN 2019年11月号 - 自身の楽器に対する思いや同年夏のZeppツアーなどを経ての心境などを語ったインタビューを掲載
- 写真ライフ119号（冬号）（2019年） - 有安が審査員を務めた「写真ライフコンテスト」の掲載号。上位の入選作品には彼女の講評が付いている。その他、口絵に有安自身の作品を集めた「審査員ギャラリー」と審査員インタビューも掲載されている。
- Cameraholics（Vol.3）（2020年） - 写真との出会いや自身の活動における写真と音楽の表現テーマ、外出自粛など活動を制限せざるを得ない状況下でのライブ活動再開に向けた想いなどを語った、写真家・エッセイストのハービー・山口との対談記事を掲載。また、有安自身の手によるモノクロの作品も掲載されている。本誌の表紙は、ハービー・山口の手による有安のポートレイト
- Cameraholics（Vol.4）（2020年） - 有安自身の文と写真によるフォトエッセイ「曇りのち時々晴れ ＃1-プロローグ」を掲載（記事の詳細は「連載記事」の項目を参照）。本誌の表紙は、ハービー・山口の手による有安のポートレイト。
- 毎日新聞（東京夕刊）「美とあそぶ」 - 毎日新聞東京本社発行の夕刊に毎週月曜日掲載中の企画連載記事で、毎回本人撮影の作品が1枚紙面に掲載されている（記事は全4回。詳細は「連載記事」の項目を参照）。
- Jaz. in Vol. 006 （ヤング・ギター 2024年5月号増刊 2024年3月27日)　「Live Report有安杏果 Jazz Note 2024」
- ジャズ批評5月号 (239号 2024年5月20日)　JAZZ FROM THE WEST 特別編「有安杏果 Jazz Note 2024」（有安杏果・大林武司インタビュー）
- Gakken 大人の科学マガジン（2024年11月7日） 『35mmフィルムカメラ』の中のインタビュー記事「わたしのNo.1ヴィンテージフィルムカメラ」で、ユーザーの一人としてのインタビューを掲載

### WEB記事・インタビュー
- billboard JAPAN NEWS「元ももクロ有安杏果 武道館ソロライブ映像作品のジャケ写＆ダイジェストトレーラー公開」 (2018年3月7日)
- billboard JAPAN NEWS「元ももクロ有安杏果 武道館ソロライブよりWアンコール映像公開」 (2018年3月15日)
- モデルプレス「＜有安杏果インタビュー＞新たな出発への決意「4人にとっても誇れる自分でいたい」 交際宣言に込めた思い・ももクロから受け取った“メッセージ”…1年分の胸中を告白」 (2019年3月25日)
- モデルプレス「有安杏果、写真展開催を発表 瞳潤ませ語った“新たな出発”への思い」 (2019年6月2日)
- DI:GA ONLINE「有安杏果、全国ライブハウスツアー開催！「全部初日で、全部千秋楽という気持ちで、1本1本丁寧にやっていけたら」」 (2019年6月24日)
- ORICON NEWS「有安杏果が語る音楽活動開始、ソロライブ、写真家としての思い」 (2019年6月29日)
- SPICE「有安杏果がライブについて語ったインタビュー到着 「全部初日で、全部千秋楽という気持ちで」」 (2019年7月12日)
- ORICON MUSIC「有安杏果の2019年 再始動ライブ&全国ツアーでソロアーティストとして成長」 (2019年11月22日)
- モデルプレス「【結婚発表の有安杏果インタビュー】結婚を決めた理由・ファンへの思い・2人の生活…赤裸々に告白」 (2019年11月24日)
- CINRA.NET「有安杏果、結婚を発表。その経緯、お相手など、赤裸々に語る」 (2019年11月24日)
- ORICON NEWS「有安杏果、一般男性と結婚 胸の内を告白「幸せで笑顔のたえない家庭を築けたら」」 (2019年11月24日)
- billboard JAPAN NEWS「有安杏果、活動再開後初の新曲を3月配信」 (2020年2月19日)
- billboard JAPAN NEWS「台湾の音楽フェスにthe telephones、Age Factory、toconomaら」 (2020年2月20日)
- billboard JAPAN NEWS「有安杏果の新曲「虹む涙」MV公開、歌う姿をワンカットで撮影」 (2020年2月17日)
- billboard JAPAN NEWS「有安杏果、制作の裏側を映した「サクラトーン」MV公開」 (2020年3月4日)
- DIAMOND online「有安杏果が今伝えたい「立ち止まる勇気」」 (2020年6月27日)
- billboard JAPAN NEWS「有安杏果、決意表明の新曲「Runaway」配信リリース」 (2020年7月22日)
- billboard JAPAN NEWS「有安杏果、ニュー・シングル「ナツオモイ」発表＆ライブ映像作品を発売へ」 (2020年8月12日)
- DI:GA ONLINE「有安杏果 1日限りの公演となった〈サクライブ 2020〉では今年リリースの新曲も披露予定、初の生配信も！」 (2020年8月26日)
- DI:GA ONLINE「有安杏果の〈おうち時間〉の過ごし方は？「楽器の基礎練習、ミシン、コーヒー、二重跳び」」 (2020年9月2日)
- DI:GA ONLINE「有安杏果が「最近お気に入りの曲」は？「ベン・フォールズ・ファイブ」」 (2020年9月9日)
- rockin'on.com「有安杏果、最新インタビュー！ 自主レーベルからの新曲リリース、約1年ぶりのライブ開催決定――彼女が今届けたい音楽とは？」 (2020年9月15日)
- 音楽ナタリー「ソロ活動、結婚、そしてコロナ……いくつもの転機を越えて選んだ音楽」 (2020年10月14日)
- WiiiiiM ウィーム ブランニューアンセム「結婚式のおすすめ最新曲 『サクラトーン』有安杏果「新しい人生をスタートするおふたりに寄り添って欲しい１曲」」  (2021年3月18日)
- DI:GA ONLINE「有安杏果、「サクライブ　弾き語りツアー2021」無事完走！ツアーを終えた今の思いを訊いた」 (2021年10月1日)
- DI:GA ONLINE「有安杏果、「サクライブ2022」を終えたばかりの心境、新曲に込めた思い、東京公演の２日目に見せた涙の理由を語る」 (2022年4月27日)
- billboard JAPAN NEWS「有安杏果「夢の途中」MV公開決定、イラスト＆映像は革蝉」 (2023年4月25日)
- billboard JAPAN NEWS「有安杏果、2022年春開催したデュオ編成ツアーの音源配信決定」 (2023年6月14日)
- DI:GA ONLINE「有安杏果、夏の弾き語りツアーを完走！歓声と拍手のなか、さらなる成長を約束」 (2023年8月16日)
- DI:GA ONLINE「有安杏果、弾き語りツアー「A Little Harmony Live」第2弾へ向けた意気込みを語る」 (2023年10月6日)
- 音楽ナタリー「有安杏果が本格的なジャズに挑戦、3都市巡るビルボードライブツアー」 (2023年11月17日)
- DI:GA ONLINE「有安杏果、ジャズの扉を開く初ビルボードライブ・ツアーが来年2月に開催決定」 (2023年11月17日)
- DI:GA ONLINE「有安杏果、歌うことへの熱い想いを客席と分かち合った弾き語りツアー横浜公演をレポート」 (2023年11月18日)
- 音楽ナタリー「有安杏果　本格的ジャズへの挑戦－充実の2023年を経て開く新たな扉」（インタビュー　本格的ジャズへの挑戦－充実の2023年を経て開かれる新たな扉 ・弾き語りライブに明け暮れた1年 ・ももクロ15周年メッセージの真相 ・まずは英語学習 ・3つの柱がついにそろった） (2023年12月13日)
- DI:GA ONLINE「有安杏果、ファンと一緒に作り上げた「弾き語りツアー“A Little Harmony Live”」完奏！ファイナルの渋谷公演をレポート」 (2023年12月28日)
- billboard JAPAN NEWS「＜ライブレポート＞有安杏果、本格的なジャズで酔わせた【Jazz Note 2024】」 (2024年2月19日)
- DI:GA ONLINE「有安杏果、長年の夢であったジャズ・ライブをビルボードライブ横浜・東京・大阪で開催。バンドメンバー＆客席とのセッションも楽しんだ東京公演をレポート」 (2024年2月20日)
- 音楽ナタリー「有安杏果、ジャズへの挑戦！憧れのステージでスタンダード＆オリジナルジャズを歌う」 (2024年2月21日)
- DI:GA ONLINE「有安杏果、東名阪ツアー“A Little Harmony Live 2024”決定！「“リルハー”はホームに戻れるような安心感。自分らしく、いつも通りの感じで」」 (2024年9月20日)
- DI:GA ONLINE「有安杏果、歌声といっしょに届けたホールいっぱいの感謝。「こうやってライブができることが本当に嬉しい」」 (2024年10月30日)

### CM
- ジャストシステム「花子9」（1998年）
- トミー「テレタビーズ」 ぬいぐるみ」（1999年）
- P&G「漂白剤エース」（2000年）
- イトーヨーカ堂「夏のバーゲンセール」（2000年）
- マスターフーズ「カルカンデリカスタイル カルカンタン」（2000年 - 2001年）
- パナソニック「3CCDデジカム」（2001年）
- ミツカン「おむすび山」（2001年）
- セガトイズ「歌って踊ろうアンパンマン」（2001年）
- ジャスコ（現・イオン）「お歳暮」（2001年）
- 小林製薬「熱さまシート」（2001年 - 2002年）
- 日本マクドナルド『ハッピーセット』（2001年 - 2003年）
  - 「マックロボ2」
  - 「ファービーの森」
  - 「ハッピーの輪広がる!」
  - 「ライオンキング」
- イオン（2002年 - 2004年）
  - 「2002イオンフェスティバル・浴衣」
  - 「新学期準備フェア」
  - 「DVDTV」
- ヱスビー食品「とろけるシチュー」「とろけるカレー」（2002年）
- 資生堂「スーパーマイルドシャンプー」（2002年）
- 任天堂「ポケモーション」（2003年）
- 王子ネピア「NEWドレミパンツ」（2003年）
- デル・プラド「エンジョイ小学校英語」（2004年）
- 丸美屋「ポケモン ふりかけ&カレー」（2004年）
- ハウス食品「プライムカレー」（2006年）
- ダイワハウス（2006年） - ミサキ 役
- 東邦ガス「天然生活」（2006年）
- コルゲンコーワ「うがい薬」（2008年）
- セガトイズ「デコッチャオ」（2009年）
- サントリー食品インターナショナル「サントリー 南アルプススパークリング」（2019年） - インターネットによるCM動画配信

### その他
- 新日本プロレス『WRESTLE KINGDOM 10 in 東京ドーム』（2016年） - 有安の熱狂的ファンである邪道とともに第0試合に登場し、邪道の応援などを行った。邪道はこの試合（1分時間差バトルロイヤル 〜ニュージャパンランボー〜）で優勝した。
- 富士見市PR大使（2016年5月1日[105] - 2018年2月5日[106]）
- ふじみ野駅一日駅長（2017年4月5日）[31]
- 埼玉県警察一日交通部長（2017年9月25日）[107]
- 令和4年度埼玉県警察自転車盗難被害防止メッセンジャー（2022年6月20日）[108]
- 「中洲ジャズ 2024」（2024年9月14日（土）・15日（日））スペシャルMC[注釈 33]